# Pristomerus sulcatus
Pristomerus sulcatus är en stekelart som först beskrevs av Cameron 1908.  Pristomerus sulcatus ingår i släktet Pristomerus och familjen brokparasitsteklar. Inga underarter finns listade i Catalogue of Life.